# متحف التراث اللبناني
متحـف التراث اللبناني، هو صرح ثـقافي ومرجع تاريخي يقع في جونية مبنى التلفريك، لبنان، يضم في قاعاته تراثا قيما جمعه الشيخ سمعان خازن الإهدني ومن بعده ابنه وحفيده، يهدف المتحف إلى إبراز وجه لبنان الحضاري للمقيمين والمغتربين والسياح. داخل أرجاء هذا الصرح، يتعرف الزائر على حقبات لبنان التاريخية، والحضارات التي تعاقبت عليه وفي المنطقة المجاورة، والتي تبدأ مع الفينيقيين لتصل إلى يومنا، من خلال مجموعات غنية وفريدة. بدءا من المكتبة النادرة، مرورا بالمحفوظات القيمة والوثائق التاريخية المهمة، وصولا إلى لوحات فنية ومجموعة كبيرة من الثياب والأسلحة والوثائق الخاصة بـيوسف بك كرم (أحد أبرز الزعماء الوطنيين، وأحد شيوخ شباب بلدة إهدن، تصدى للأتراك وتعرض للنفي إلى الجزائر عام 1867.
نجح المتحف في إضافة مجموعة كبيرة من الآثار التي تتنوع بين الحقبة الفينيقية والرومانية والبيزنطية والإسلامية وغيرها... وقام بإدخال المتحف في منهج الدراسة الأكاديمية. وقد صنفت وزارتا السياحة والثقافة هذا الصرح كمركز ثقافي سياحي تراثي من الدرجة الأولى، وذلك في تاريخ 18 يوليو (تموز) 2003.

## فكرة الإنشاء
تبلورت فكرة إنشاء المتحف، الكائن في بلدة المنصورية في لبنان، بعد جهود مضنية بذلتها «مؤسسة سمعان خازن الإهدني» لجمع العدد الأكبر من المخطوطات والوثائق والأثريات التي كانت - ولا تزال - تشكل تراثا وطنيا وتاريخيا عريقا. تقدر مساحة المتحف بـ 1500م ، وهو أصبح معلما تاريخيا يعتد به بفضل مجموعة من الأشخاص الذين يعون أهمية التراث وجمعه وحمايته من الاندثار.

## الصالات والأجنحة
على مدى سنوات طوال، في تجميع الموجودات حتى بات يضم اليوم 14 صالة، لعل أبرزها خمس صالات رئيسة اختصرت عمرا غنيا بالشواهد التاريخية التي عصفت بلبنان.

### الصالة الأولى
فيها مجموعة من الأباريق والأواني والأوعية والفوانيس والغلايين الفخارية التي تعود للحقبة الفينيقية (1300 إلى 330 ق.م). لكن يبقى الأميز في الصالة الخزائن المنمقة التي تحوي تماثيل آلهة الخصب والنظارات الأولى التي استعملت لحماية العيون أثناء صناعة المجوهرات، إضافة إلى مجموعة من الزجاج الملون المنفوخ وخناجر وعدة طبيب الأسنان التي تشبه إلى حد بعيد تلك التي تستعمل اليوم.

### الصالة الثانية
خصصت للحقبة الرومانية (64 ق.م إلى 330م) ، حيث ضمت مجموعة من الأدوات المنزلية الفخارية وغلايين وخواتم من البرونز، وأهم ما يستوقف الزائر فيها هو ما يعرف بـ«بكاية» وهي فخارية صغيرة مخصصة لتعبئة دموع المرأة وقت البكاء.

### الصالة الثالثة
تتوزع مقتنيات القرن التاسع عشر على رفوف وداخل خزائن الصالة الثالثة وأبرز ما فيها مجموعة فريدة من المجوهرات والحلي المصنوعة من الفضة المزخرفة يأيادي الصاغة الماهرين وهي في غالبيتها زينة للسيدات الأنيقات والثريات بينما كان يستعمل قسم منها لزينة أحصنة القادة والأمراء والأعيان.

### الصالة الرابعة
تزدان بالحقبة الإسلامية عام 631م ، حيث تحتوي على مطاحن وأحجار ورؤوس عواميد مدفنية ولوحات خزفية ونوافذ وأقواس وزخرفات الأرابيسك، إضافة إلى نماذج من الخط العربي الجميل (الكوفي، الرقعي، والريحاني...) الذي كان يزين جدران البيوت والقصور، فضلا عن لوحات من الفن الشعبي تحوي آيات قرآنية مختلفة.

### الصالة المحاذية
فيها إضاءة على الحقبة العثمانية، حيث تتربع مجموعة مميزة من المجوهرات والحلي الفضية التي كانت تتزين بها السيدات الأنيقات، وفي أرجائها تبرز غرفة المتصرف العثماني داود باشا من الحرير المطرز بخيوط ذهبية، وغرفة جلوس خشبية خاصة لاستقبال الضيوف. فلكل زاوية حكاية من التاريخ، يقوم الفريق المختص بشرحها لضيوف المتحف بمحبة وثقة.
ولعل ما يؤكد هذا الكلام وجود صالات خاصة بأهم أعلام لبنان وقادته الوطنيين الذين تركوا بصمات مضيئة في تاريخ لبنان القديم، فنجد صالة من المتحف خصصت ليوسف بك كرم (1832 – 1889) ، وتعرف محتوياتها بالقائد الوطني وبحياته وبمسيرته والمعارك التي خاضها.. وصولا إلى طروحاته فيما خص إنشاء حلف يضم الأقطار العربية ويوحد قواها. كما عرضت فيها أسلحته ولباسه الرسمي والفروسي.
أما في الجناح الآخر، فنجد مكتبة الشيخ سمعان الخازن الإهدني (1898 - 1973) ، وفيها مكتبه الخاص وثوبه القضائي، إلى جانب الأوسمة التي حازها؛ ومن بينها وسام الاستحقاق الفرنسي من رتبة فارس 1951، ووسام الاستحقاق اللبناني من الدرجة الأولى 1955، وعنه يقول الخازن إنه: «بدأ حياته المهنية أستاذا. ومن أهم طلابه، رئيس الجمهورية الراحل سليمان فرنجية». ومنها، إلى جناح جواد بولس الذي كان نقيبا للمحامين ونائبا ووزيرا، ترك إرثا ثقافيا مهما، حيث نلتقي كتبه ومؤلفاته القيمة.
وفي جولة على أرجاء المتحف، يلفت الانتباه صور البطريرك أنطوان عريضة ورسومات زيتية متنوعة لكبار الفنانين، إضافة إلى مجموعة من أدوات الفلاح الزراعية، من: محراث، رفش، منجل.. والعدة الصناعية مثل منشار الحديد والخشب... وأدوات المنزل اليومية كالمقالي وغيرها. وتسعى مؤسسة سمعان الخازن الإهدني لتأسيس جمعية «أصدقاء المتحف» من أهل العلم والثقافة، علها تتضافر الجهود لاستكمال هذا العمل ولضمان استمراريته.